# 2007–2008-as magyar jégkorongbajnokság
A 71. első osztályú jégkorongbajnokságban hét csapat indult el. A mérkőzéseket 2007. szeptember 2. és 2008. március 20. között rendezték meg. A Liga változtatott a lebonyolítási renden. Az alapszakasz első helyezettje a rájátszás első körében kiemelt lett. A többi csapat az alapszakasz sorrendjében választhatott ellenfelet magának. A bajnokság a Borsodi visszalépése után névszponzor nélkül maradt, így ismét OB I. néven rendezték meg.

## A csapatok
A szezon előtt az Alba Volán SC csatlakozott az osztrák Erste Bank Eishockey Ligához (EBEL). A magyar bajnokság alapszakaszában a fiatalabb játékosokból összeállított csapat indult, melyet csak néha egészítettek ki a legjobbak. A csapatból távozott Omar Enafattai, Roger Holéczy, Anton Poznik és Tőkési Lajos. Erősítésként érkezett Tokaji Viktor és Benk András, akik Svédországból költöztek haza, Horváth András az Újpestből valamint légiósok Észak-Amerikából és Szlovákiából. Az EBEL csapat Jan Jasko edző irányításával kezdte meg a szezont, a magyar bajnokságban Énekes Lajos edző irányította a csapatot.
A DAB.Extra.hu fiatal, saját nevelésű játékosokra építette csapatát, néhány légióssal kiegészítve.
Az Újpesti TE csapata a szlovák Jindrich Novotny edzővel kezdte meg a felkészülést. A csapat beadta jelentkezését a szlovák második vonalba is, de végül elutasították a kérelmet. A tavalyi gárdából távozott Ladányi Balázs, Horváth András és Peterdi Imre, míg erősítésként „számtalan” szlovák játékost igazoltak.
Újra nevezett az erdélyi SC Csíkszereda valamint a tavaly a junior bajnokságban szereplő HC Csíkszereda is.
A Ferencváros együttműködik a szlovákiai Érsekújvár jégkorong csapatával és FTC-Érsekújvár néven szerepelt. Játékosaik szerepelhetnek a szlovák és a magyar bajnokságban is. Az FTC hazai mérkőzéseit ezúttal a Pesterzsébeti Jégcsarnokban rendezte.
A Miskolci JJSE hasonlóan a Dunaújvároshoz saját nevelésű játékosokat szerepeltetett, pár szlovákkal megerősítve.

## A szezon

### Szeptember
A szezon Alba Volán - SC Csíkszereda összecsapásokkal kezdődött. A Fehérvár az első meccsen „B”csapatával vereséget szenvedett, majd a két további találkozón válogatottakkal erősítve besöpörte a győzelmet. Már a bajnokság elején a versenybíróság döntésére volt szükség. A Gyilkos-tó kupa keretében megrendezett HC-SC összecsapáson mindkét gárda jogosulatlanul szerepeltetett játékosokat, így a csapatok számára pontok nélkül, 0-5-tel igazolták a mérkőzést.

### Október
A hónap újabb zöldasztalnál eldöntött mérkőzésekkel kezdődött. Az Alba Volán csapata a HC Csíkszereda elleni Erdélyben rendezett összecsapásokon nem jelent meg az előírt minimális létszámmal. Az elsőfokú döntés kizárta a Volánt a további küzdelmekből, amit végül 300 000 forintos pénzbírságra enyhítettek. Az eset nagy vitát kavart a szurkolók és a csapatok között valamint jelentős terjedelemben foglalkozott vele a sajtó is.
Ebben a hónapban játszották a bajnokság legtöbb gólt hozó meccsét. A Fradi fordulatokban gazdag összecsapáson 10-7-re verte az Alba Volánt.
Az Újpest edzője, Jindrich Novotny a csapat gyenge szereplése miatt nem sokáig maradhatott pozíciójában. Helyére a szlovák Ivan Dornic került.

### November
A hónap egyetlen meglepő eredményt hozott. A Miskolc 11-2-re kiütötte a motiválatlan Ferencvárost, amely anyagi gondokkal is küszködött. Ebben az időszakban is történt egy edzőváltás. Ezúttal Jan Jasko távozott a Volán éléről, akit rövid ideig Énekes Lajos helyettesített, majd a végleges megoldás az egykor a NHL csapatokat is edző Ted Sator lett.
A bajnokság állása így festett a hónap végén, a bajnokság kétharmadánál:
|    | Csapat               | M  | Pont | %    |
| -- | -------------------- | -- | ---- | ---- |
| 1. | HC Csíkszereda       | 26 | 53   | 67,9 |
| 2. | DAB.Extra.hu         | 22 | 49   | 74,2 |
| 3. | SC Csíkszereda       | 23 | 45   | 65,2 |
| 4. | Újpesti TE           | 23 | 36   | 52,1 |
| 5. | FTC-Érsekújvár       | 20 | 27   | 45,0 |
| 6. | Alba Volán           | 25 | 12   | 16,0 |
| 7. | Miskolci Jegesmedvék | 17 | 9    | 17,6 |

### December
A Pannon Kupa válogatott torna és a Magyar Kupa döntője miatt decemberben csak 15 mérkőzésre került sor, ezek javarészt a szeredai csapatok magyarországi vendégjátéka és egy más elleni összecsapásaik voltak.
Ebben az időszakban két hollandiai játékvezető vezetett néhány mérkőzést az OB I-ben.

### Január
A Ferencváros csapata nem utazott el az SC elleni csíkszeredai mérkőzéseire, mert betegség és iskolai elfoglaltság miatt nem tudtak volna kellő létszámban kiállni. A mérkőzéseket elhalasztották, de ezek megrendezésére nem jutott idő, így a pontokat az SC mérkőzés nélkül kapta meg.
Az UTE a Volán ellen már 4-1-re vezetett, de a fehérváriak az utolsó 10 percben hajrázva kiegyenlítettek. A hosszabbításban nem változott az eredmény és végül büntetőkkel, a 12. párban szerzett győzelmet az Újpest.
A HC Csíkszereda már január elején lejátszotta alapszakaszbeli mérkőzéseit. Ekkor az első helyen álltak és már csak DAB csapatának volt lehetősége megszerezni az első helyet, ha utolsó tíz mérkőzésén nem szenved el két vereségnél többet.
Január 25-én a Miskolc-FTC összecsapáson a magyar bajnokságban első alkalommal vezetett 4 játékvezető mérkőzést, melyet a Fradi az utolsó percben szerzett góllal nyert meg. A hónap végi UTE-FTC mérkőzés, melyet a televízió is közvetített nem a parádés játékról maradt emlékezetes. A szünetben hanggránátokat dobáltak a hazai közönség közé a vendégszektorból, amit a rendőrség kiürített.

### Február
Az alapszakaszt a legkiegyensúlyozottabb Dunaújváros nyerte meg -ezzel kiemelt lett a rájátszás első körében- melyhez az utolsó lépés a 3 hónapja veretlen Újpest legyőzése volt, akiket meglepetésre a Miskolc majd a Fradi is megvert. A második helyen a HC a harmadikon az SC Csíkszereda végzett, míg a negyedik a bajnokság elején sok pontot elszóró Újpest lett. Az alapszakasz legeredményesebb játékosa a DAB játékosa Peter Foltín lett 47 ponttal a szintén ugyanennyi egységet szerző sportklubos Sándor Szilárd előtt.
A rájátszás párválasztásában nem született meglepetés. HC Csíkszereda - Miskolci JJSE, SC Csíkszereda - FTC-Érsekújvár, Újpesti TE - Alba Volán SC. Minden sorozatból az esélyesebb csapat jutott tovább. A két Csíkszeredai gárda 2-0-lal lépett az elődöntőbe. Az UTE, amely az immár teljes csapattal felálló Volánt kapta, meglepően jól tartotta magát az első mérkőzésen, csak hosszabbításban buktak el. A második összecsapáson a mérkőzés feléig döntetlen volt az állás, de ekkor a Volán két perc alatt két gólt szerzett, amivel el is dőlt a továbbjutó kiléte.

### Március
Az elődöntőkben a DAB az alapszakasz második HC Csíkszeredát választotta. Az első összecsapáson a HC remek emberelőny kihasználással, 6-2-vel hozta a győzelmet. A második újvárosi találkozón Klacansky utolsó percekben szerzett találatával kiegyenlített a DAB. Következtek az erdélyi mérkőzések, ahol a hazai csapat két hosszabbításba torkoló összecsapáson biztosította be a döntős helyét.
A másik ágon HC Csíkszereda-Alba Volán párosítás volt. A Fehérvár két magabiztos (5-1) és egy egygólos győzelemmel került a döntőbe.
A döntőben a Volán minden tekintetben ellenfele fölé tudott kerekedni. Az első két székelyföldi mérkőzésen 2 és 4 gólos győzelmet arattak, majd Fehérváron 9-1-gyel kiütötték a Szeredát. A bajnoki győzelmet pedig egy újabb fölényes győzelemmel (6-0) szerezték meg. A Volánban a döntő minden mérkőzésén mindig akadt olyan játékos, aki legalább három góllal vette ki a részét a csapat sikeréből, valamint a fiatal hálóőr, Hetényi Zoltán az egész rájátszás során remek teljesítményt mutatott.

## Az alapszakasz végeredménye
|    | Csapat         | M  | GY | GYH | VH | V  | GK      | Pont |
| -- | -------------- | -- | -- | --- | -- | -- | ------- | ---- |
| 1. | DAB.Extra.hu   | 36 | 25 | 2   | 2  | 7  | 142-84  | 81   |
| 2. | HC Csíkszereda | 36 | 23 | 3   | 2  | 8  | 135-88  | 77   |
| 3. | SC Csíkszereda | 36 | 23 | 2   | 2  | 9  | 144-71  | 75   |
| 4. | Újpesti TE     | 36 | 19 | 2   | 1  | 14 | 126-100 | 62   |
| 5. | FTC-Érsekújvár | 36 | 12 | 1   | 1  | 22 | 110-144 | 39   |
| 6. | Alba Volán     | 36 | 6  | 0   | 3  | 27 | 78-193  | 21   |
| 7. | Miskolci JJSE  | 36 | 5  | 2   | 1  | 28 | 90-155  | 20   |

## Az alapszakaszkanadai táblázata
| Hely. | Név             | Csapat         | M  | G  | A  | P  |
| ----- | --------------- | -------------- | -- | -- | -- | -- |
| 1.    | Peter Foltín    | Dab.Extra.hu   | 36 | 22 | 25 | 47 |
| 2.    | Sándor Szilárd  | SC Csíkszereda | 32 | 18 | 29 | 47 |
| 3.    | Marek Klacansky | Dab.Extra.hu   | 36 | 27 | 16 | 43 |
| 4.    | Anton Lezo      | Újpesti TE     | 32 | 19 | 22 | 41 |
| 5.    | Hoffmann Attila | FTC-Érsekújvár | 31 | 16 | 19 | 35 |
| 6.    | Vladimir Dubek  | Újpesti TE     | 35 | 19 | 12 | 31 |
| 7.    | Jánosi Csaba    | FTC-Érsekújvár | 33 | 15 | 16 | 31 |
| 8.    | Borsos Attila   | Dab.Extra.hu   | 35 | 18 | 11 | 29 |
| 9.    | Patrik Bosak    | HC Csíkszereda | 32 | 16 | 13 | 29 |
| 10.   | Kocsis Tamás    | Miskolci JJSE  | 32 | 14 | 15 | 29 |

## Rájátszás
|  | Negyeddöntők | Negyeddöntők   | Negyeddöntők |                |                | Elődöntők      | Elődöntők      | Elődöntők |              |               | Döntő         | Döntő         | Döntő |  |
|  |              |                |              |                |                |                |                |           |              |               |               |               |       |  |
|  |              |                |              |                |                | 1              | Dab.Extra.hu   | 1         |              |               |               |               |       |  |
|  |              |                |              |                |                | 1              | Dab.Extra.hu   | 1         |              |               |               |               |       |  |
|  |              |                | 2            | HC Csíkszereda | 3              |                |                |           |              |               |               |               |       |  |
|  | 2            | HC Csíkszereda | 2            | HC Csíkszereda | 3              | 2              |                |           |              |               |               |               |       |  |
|  | 2            | HC Csíkszereda |              |                |                |                |                |           |              |               |               |               |       |  |
|  | 7            | Miskolci JJSE  | 0            |                |                |                |                |           |              |               |               |               |       |  |
|  | 7            | Miskolci JJSE  | 0            |                | HC Csíkszereda | HC Csíkszereda | 0              |           |              |               |               |               |       |  |
|  |              |                |              |                |                |                |                |           |              |               |               |               |       |  |
|  |              |                | Alba Volán   | Alba Volán     | 4              |                |                |           |              |               |               |               |       |  |
|  | 4            | Újpesti TE     | Alba Volán   | Alba Volán     | 4              | 0              |                |           |              |               |               |               |       |  |
|  | 4            | Újpesti TE     |              |                |                | 0              |                |           |              |               |               |               |       |  |
|  | 6            | Alba Volán     | 2            |                |                |                |                |           |              |               |               |               |       |  |
|  | 6            | Alba Volán     | 2            |                | 6              | SC Csíkszereda | 0              |           |              | Bronzmérkőzés | Bronzmérkőzés | Bronzmérkőzés |       |  |
|  |              |                |              |                | 6              | SC Csíkszereda | 0              |           |              |               |               |               |       |  |
|  |              |                | 3            | Alba Volán     | 3              |                |                |           |              |               |               |               |       |  |
|  | 3            | SC Csíkszereda | 3            | Alba Volán     | 3              | 2              |                |           | Dab.Extra.hu | Dab.Extra.hu  | 0             |               |       |  |
|  | 3            | SC Csíkszereda |              |                |                |                |                |           | Dab.Extra.hu | Dab.Extra.hu  | 0             |               |       |  |
|  | 5            | FTC-Érsekújvár | 0            |                |                | SC Csíkszereda | SC Csíkszereda | 3         |              |               |               |               |       |  |

## A bajnokság végeredménye
1. Alba Volán SC
2. HC Csíkszereda
3. SC Csíkszereda
4. DAB.Extra.hu
5. Újpesti TE
6. FTC-Érsekújvár
7. Miskolci JJSE

## Az Alba Volán bajnokcsapata
Chris Allen, Becze Zoltán, Benk András, Borostyán Gergely, Budai Krisztián, Fodor Szabolcs, Sam Ftorek, Guntis Galvins, Gröschl Tamás, Hetényi Zoltán, Horváth András, Kangyal Balázs, Kovács Csaba, Majoross Gergely, Ocskay Gábor, Ondrejcik Rastislav, Palkovics Krisztián, Rajz Attila, Toni Sihvonen, Sofron István, Svasznek Bence, Tokaji Viktor, Vaszjunyin Artyom
Vezetőedző: Ted Sator

## A bajnokság különdíjasai
- A rájátszás legeredményesebb játékosa: Palkovics Krisztián (Alba Volán) 21 pont (8+13)
- A legjobb csatár: Palkovics Krisztián (Alba Volán)
- A legtechnikásabb játékos (Miklós Kupa): Ocskay Gábor (Alba Volán)
- A legjobb hátvéd: Tokaji Viktor (Alba Volán)
- A rájátszás legjobb kapusa: Hetényi Zoltán (Alba Volán)
- A legjobb újonc felnőtt játékos (Kósa Kupa): Sofron István (Alba Volán)
- A legjobb külföldi játékos: Guntis Galvins (Alba Volán)
- A legjobb edző: Ted Sator (Alba Volán)
- Az alapszakasz legeredményesebb játékosa Peter Foltin (DAB.Extra.hu),
- Az alapszakasz legjobb kapusa: Stanislav Kozuch (SC Csíkszereda)

## Lásd még
- 2007-es magyar jégkorongkupa